# Luigi Ferrajolo
Luigi Ferrajolo (Taranto, 15 ottobre 1878 – 24 agosto 1971) è stato uno scienziato e geofisico italiano.

## Biografia
Nato a Taranto, si diplomò in Fisica Terrestre a Napoli, e prestò servizio come geofisico nella Regia Aeronautica. Nel 1892, fonda l'Osservatorio Meteorologico e Geofisico di Taranto inizialmente come stazione termopluviometrica dipendente dalla Rete Meteorica Salentina e al quale aggiunse la sezione sismica. L'istituto, ancora attivo e che oggi porta il suo nome , è riconosciuto nel 1934 dal Ministero dell'Aeronautica, viene inserito nel circuito internazionale degli osservatori europei.
Ferrajolo inventa il sismometrografico, apparecchio col quale è possibile registrare i terremoti a 15000 chilometri di distanza.
Oltre ad un'intensa attività scientifica svolge attività giornalistica e politica. Ferrajolo diviene amministratore del giornale "Il Riscatto" (1902), diretto da Pompeo Lorea e segretario della Federazione Circondariale del Lavoro (1907-1908). In seguito fonda la rivista "Taras", di cui è  direttore dal 1926 al 1933.
Ha collaborato sia con riviste scientifiche come "Rivista di arti e scienze", "Rivista tecnica di Aeronautica", "Le vie dell'Aria", "Risveglio agricolo di Taranto", "Meteorologia Pratica" che con giornali come il "Corriere delle Puglie", "La Gazzetta del Mezzogiorno", "La Voce del Popolo", "La Voce del Salento". L'Osservatorio Meteorologico e Geofisico di Taranto sarà direttore da Ferrajolo fino al 1968, anno in cui si ritira in pensione.
Luigi Ferrajolo muore il 24 agosto 1971.
| Controllo di autorità | SBN TA1V090031 |